# 穆萨·登贝莱 (1996年)
梅沙·丹比利（法語：Moussa Dembélé；1996年7月12日—）是一名馬里裔法國足球運動員，司職前鋒，現時效力沙特職業足球聯賽球會伊蒂法克。

## 榮譽

### 俱樂部
些路迪
- 蘇格蘭足球超級聯賽冠軍：2016-17、2017-18
- 蘇格蘭杯冠軍：2016-17、2017-18
- 蘇格蘭聯賽杯冠軍：2016-17、2017-18

 馬德里競技
- 西班牙足球甲级联赛冠軍：2020–21賽季[2]

## 外部連結
- 足球数据库：Moussa Dembélé的球员统计数据
- Fulham F.C. profile
- France profile （页面存档备份，存于） at FFF